# Fire de Fort Worth
Le Fire de Fort Worth est une ancienne franchise de hockey sur glace ayant joué dans la Ligue centrale de hockey basé à Fort Worth, situé dans l'État du Texas aux États-Unis.

## Histoire
L'équipe fait ses débuts en 1992 alors que la Ligue centrale de hockey est créée. Non qualifiés aux séries éliminatoires à leurs quatre premières saisons, le Fire connaît sa meilleure saison en 1996-1997 en accumulant 45 victoires en 66 matchs et se qualifie aux séries pour la seule fois de son histoire histoire. L'équipe remporte en plus la coupe du président Ray-Miron, remise au vainqueur des séries éliminatoires, en battant les RiverKings de Memphis 4 matchs à 3. Lors de la saison 1997-1998, l'équipe ne récolte que 13 victoires en 70 matchs puis 22 la saison suivante avant de mettre fin à leurs activités en 1999, après avoir joué sept saisons.

## Bilan
| Saison    | PJ | V  | D  | N | DP | DTB | BP  | BC  | Pts | Classement                      | Séries éliminatoires                                                                                              |
| --------- | -- | -- | -- | - | -- | --- | --- | --- | --- | ------------------------------- | --- |
| 1992-1993 | 60 | 24 | 29 | - | 5  | 2   | 252 | 288 | 55  | Cinquièmes de la ligue          | Non qualifiés |
| 1993-1994 | 64 | 25 | 37 | 2 | -  | -   | 253 | 311 | 52  | Sixièmes de la ligue            | Non qualifiés |
| 1994-1995 | 66 | 32 | 26 | 8 | -  | -   | 314 | 288 | 72  | Cinquièmes de la ligue          | Non qualifiés |
| 1995-1996 | 64 | 24 | 34 | - | -  | 6   | 244 | 289 | 54  | Cinquièmes de la ligue          | Non qualifiés |
| 1996-1997 | 66 | 45 | 16 | - | -  | 5   | 279 | 210 | 95  | Deuxièmes de la division Ouest  | 3-2 Oilers de Tulsa 4-1 Thunder de Wichita 4-3 RiverKings de Memphis Champions de la coupe du président Ray-Miron |
| 1997-1998 | 70 | 13 | 53 | - | -  | 4   | 214 | 397 | 30  | Cinquièmes de la division Ouest | Non qualifiés |
| 1998-1999 | 70 | 22 | 43 | - | -  | 5   | 245 | 322 | 49  | Cinquièmes de la division Ouest | Non qualifiés |